# Nadace GNOME
Nadace GNOME (anglicky GNOME Foundation) je nezisková organizace se sídlem v Cambridge, Massachusetts ve Spojených státech amerických. Jejím cílem je koordinace úsilí v projektu GNOME.

## Účel
Nadace GNOME podporuje cíl projektu GNOME: Tou je snaha o vytvoření výpočetní platformy pro použití širokou veřejností, která bude složena výhradně ze svobodného softwaru. Nadace GNOME byla založená dne 15. srpna 2000 firmami Compaq, Eazel, Helix Code, IBM, Red Hat, Sun Microsystems a VA Linux Systems. K dosažení tohoto cíle Nadace koordinuje zveřejňování GNOME a určuje, které projekty jsou a budou součástí GNOME. Nadace působí jako oficiální hlas pro projekt GNOME. Poskytuje prostředky pro komunikaci s tiskem i s komerčními a nekomerčními organizacemi zúčastněných v projektu GNOME. Nadace vytváří vzdělávací materiály a dokumentaci, které pomáhají veřejnosti dozvědět se o softwaru GNOME. Kromě toho, že sponzoruje technické konference související s GNOME, kterými jsou například GUADEC, GNOME Asia a Bostonský sumit, představuje projekt GNOME na příslušných konferencích sponzorovaných ostatními. Dále pak pomáhá vytvářet technické normy pro projekt, podporuje využívání a vývoj softwaru GNOME.

## Vedení
Od června 2011 působí jako výkonný ředitel Karen Sandler. Výkonný ředitel je vybrán a najímán představenstvem GNOME.

## Představenstvo
Správní rada Nadačního fondu Společnosti je volena každoročně prostřednictvím volební komise Nadace GNOME. Aktuální (od července 2013) členové představenstva jsou: Emmanuele Bassi, Joanmarie Diggs, Seif Lotfy, Shaun McCance, Tobias Mueller, Andreas Nilsson a Bastien Nocera.

## Významní bývalí členové představenstva
- Nat Friedman (2001–2003)
- Jim Gettys (2000–2002)
- Miguel de Icaza (2000–2002)
- Raph Levien (2000–2001)
- Michael Meeks (2001)
- Federico Mena Quintero (2000–2001, 2004–2005)
- Havoc Pennington (2000–2001)
- Luis Villa (2002–2006, 2008–2009)

## Členství
Všichni přispěvatelé do GNOME se mohou stát členy v Nadaci GNOME. Všichni členové mají nárok ucházet se o posty v představenstvu, hlasovat ve volbách do rady a navrhovat referendum o hlasování.

## Poradní výbor
Poradní výbor nadace je základnou pro všechny společnosti, které chtějí komunikovat a úzce spolupracovat s představenstvem na projektu GNOME. Těmto organizacím může být účtován roční poplatek pro poradní výbor v rozmezí od 5 000 do 10 000 US$ nebo také mohou být přizvány jako neziskové. Od roku 2014 patří mezi členy poradního výboru: Canonical Ltd, Debian, Free Software Foundation, Google, Hewlett-Packard, IBM, Igalia, Intel, Motorola, Mozilla Foundation, Nokia, Novell, OLPC, Red Hat, Software Freedom Law Center, Sugar Labs a Sun Microsystems.